# Dolichoprosopus philippinensis
Dolichoprosopus philippinensis är en skalbaggsart som beskrevs av Stefan von Breuning 1980. Dolichoprosopus philippinensis ingår i släktet Dolichoprosopus och familjen långhorningar.
Artens utbredningsområde är Filippinerna. Inga underarter finns listade i Catalogue of Life.